# Greatest Hits II (Queen)
Greatest Hits II is het tweede compilatiealbum van Queen uit oktober 1991, een maand voor het overlijden van zanger Freddie Mercury. Op dit compilatiealbum staan ruwweg alle Queenhits uit de periode 1980-1991. De hits uit de jaren zeventig zijn verzameld op de voorganger Greatest Hits. Sinds 1994 werden beide albums samen als 'box set' verkocht. Nadat Greatest Hits III uitgebracht was, is in 2000 een box met 3 cd's uitgebracht onder de titel The Platinum Collection. Greatest Hits II werd in eerste instantie niet uitgebracht in de Verenigde Staten en Canada; hier is in 1992 het verzamelalbum Classic Queen uitgebracht, met een iets andere tracklijst.

## Tracklijst

### Greatest Hits II
| Track | Titel                     | Schrijver         | Afkomstig van    |
| ----- | ------------------------- | ----------------- | ---------------- |
| 1     | A Kind Of Magic           | Taylor            | A Kind Of Magic  |
| 2     | Under Pressure            | Queen/David Bowie | Hot Space        |
| 3     | Radio Ga Ga               | Taylor            | The Works        |
| 4     | I Want It All             | Queen             | The Miracle      |
| 5     | I Want To Break Free      | Deacon            | The Works        |
| 6     | Innuendo                  | Queen             | Innuendo (album) |
| 7     | It's a Hard Life          | Mercury           | The Works        |
| 8     | Breakthru                 | Queen             | The Miracle      |
| 9     | Who Wants To Live Forever | May               | A Kind Of Magic  |
| 10    | Headlong                  | Queen             | Innuendo         |
| 11    | The Miracle               | Queen             | The Miracle      |
| 12    | I'm Going Slightly Mad    | Queen             | Innuendo         |
| 13    | The Invisible Man         | Queen             | The Miracle      |
| 14    | Hammer To Fall            | May               | The Works        |
| 15    | Friends Will Be Friends   | Mercury/Deacon    | A Kind of Magic  |
| 16    | The Show Must Go On       | Queen             | Innuendo         |
| 17    | One Vision                | Queen             | A Kind of Magic  |

### Classic Queen
De Amerikaanse editie had een andere tracklist. Een '1', '2' of '3' achter een titel geeft aan dat het nummer ook op Greatest Hits (I), II of III terug te vinden is. Een * geeft aan dat dit nummer niet op de Europese verzamelaars staat.
1. A Kind of Magic 2
2. Bohemian Rhapsody 1
3. Under Pressure 2
4. Hammer to Fall 2
5. Stone Cold Crazy *
6. One Year of Love *
7. Radio Ga Ga 2
8. I'm Going Slightly Mad 2
9. I Want It All 2
10. Tie Your Mother Down *
11. The Miracle 2
12. These Are the Days of Our Lives 3
13. One Vision 2
14. Keep Yourself Alive *
15. Headlong 2
16. Who Wants to Live Forever 2
17. The Show Must Go On 2

## Hitsucces
- Van Greatest Hits II en Classic Queen samen werden over de hele wereld meer dan 16 miljoen exemplaren verkocht (verkoopcijfers van eerder genoemde verzamelboxen zijn hier niet bij inbegrepen).
- In Nederland stond het album 97 weken in de hitlijst, waarvan 13 weken op nummer 1.
- In het Verenigd Koninkrijk stond het album vijf weken op nummer 1 en meer dan honderd weken in de hitlijsten. De totale Britse verkoop ligt boven de 3,6 miljoen en het album is daarmee het op zes na meest verkochte album ooit[1] (NB: Greatest Hits van Queen staat op 1).
- Het album bereikte ook de nummer 1-positie in onder andere Zwitserland, Oostenrijk, Finland, Argentinië, Brazilië, Frankrijk, Nieuw-Zeeland, Hongarije, Italië en Spanje.
- Volgens de organisatie van de Finse hitlijsten is het het bestverkochte album aller tijden van een buitenlandse artiest in Finland.